# Чемери 1
Чемери 1 (бел. Чамяры 1) — деревня в Каменецком районе Брестской области Белоруссии. Входит в состав Речицкого сельсовета. Население — 57 человек (2019).

## География
Чемери 1 находятся в 8 км к северо-востоку от города Каменец. Деревня стоит на левом берегу реки Левая Лесная, левой составляющей реки Лесная. Местные дороги ведут в Каменец и окрестные деревни Дворцы и Вишня.

## История
Деревня известна с XVI века, входила в состав Берестейского повета Берестейского воеводства Великого княжества Литовского. После третьего раздела Речи Посполитой (1795) Чемери в составе Российской империи, принадлежали Брестскому уезду Гродненской губернии, в первой половине XIX века собственность помещика Станислава Букрабы.
В начале XIX века в деревне существовала униатская церковь, в 1871 году на её месте была построена деревянная православная церковь. Согласно переписи 1897 года в деревне было 44 двора, 309 жителей, в 1905 году — 375 жителей, действовало народное училище.
Согласно Рижскому мирному договору (1921) деревня вошла в состав межвоенной Польши, где принадлежала Брестскому повету Полесского воеводства. В 1923 году здесь было 130 жителей. С 1939 года в составе БССР.
В 1970 году старая Покровская церковь 1871 года постройки была разобрана, в 1996 году примерно на том же месте был построен новый Покровский храм, также деревянный.

## Достопримечательности
- Покровская церковь. Построена в 1996 году.
- Курганный могильник. В 1,1 км к юго-западу от деревни. Насчитывает 4 кургана, датируется XII—XIII веками[4]. Могильник включён в Государственный список историко-культурных ценностей Республики Беларусь[5].